# Выгонощанское (озеро)
Выгоноща́нское или Выгоновское (бел. Выганашча́нскае, Выганаўскае) — озеро в Ивацевичском районе Брестской области Белоруссии.
Площадь озера — 26 км², водосбора — 87,1 км², длина береговой линии — 21 км, максимальная глубина — 2,3 м, средняя — 1,2 м. Объём воды — 32,1 млн м³. Высота над уровнем моря — 151,8 м.
Дно — плоское, покрыто сапропелем, берега торфяные, заросшие, долина заболочена. Озеро богато рыбой, наиболее распространены щука, окунь, плотва, ёрш, встречаются лещ, линь, краснопёрка. Фитопланктон представлен 106 видами.
Озеро находится в 37 км от города Ивацевичи и в 17 км от городского посёлка Телеханы на водоразделе рек Щара и Ясельда (бассейны Немана и Днепра), через озеро в 1767—1783 гг был построен Огинский канал, ныне неиспользуемый. В 1968 году озеро и часть водосбора объявлены гидрологическим заказником «Выгонощанское» (площадь 43 тыс. га). С 2003 года находится в составе Республиканского ландшафтного заказника «Выгонощанское». Также озеро входит в состав лесного охотничьего хозяйства «Выгоновское», которое является филиалом ГПУ «Национальный парк Беловежская пуща».